# لويز تاونسند نيكول
لويز تاونسند نيكول (بالإنجليزية: Louise Townsend Nicholl)‏ (1890 - 10 نوفمبر 1981)؛ كاتِبة وشاعرة أمريكية. درست في كلية سميث.